# Italtractor
Italtractor  war ein italienischer Traktorenhersteller, der von 1939 bis 1960 Traktoren unter dem Namen Ursus baute.

## Unternehmensgeschichte
Ulisse Bubba, Enkel des Firmengründers von Bubba S.A., wurde am 3. März 1899 geboren. Seit den 1920er Jahren war er Chefkonstrukteur in dem von seinem Großvater gegründeten Familienunternehmen und entwarf bis 1936 alle von Bubba gebauten Traktoren. Im Laufe des Jahres 1937 verließ er dieses Unternehmen, um ein eigenes zu gründen. Die Firmengründung erfolgte am 4. Mai 1939 unter dem Namen „Ulisse Bubba Offizina Meccanica“ in Rottofreno (Piacenza). Interessant ist, dass das zuständige „ministero delle corporazioni“ (Ministerium für Körperschaften) zwar die Genehmigung für den Bau von Traktoren erteilte, die Anzahl jedoch auf 10 Stück pro Jahr begrenzte (!). Ob und inwieweit sich das Unternehmen bis 1945 an diese Auflage hielt, ist nicht überliefert; lediglich für das Jahr 1944 steht fest, dass Italtraktor 2 Rad- und 3 Raupenschlepper baute, die festgesetzte Höchstgrenze also nicht erreichte.

## Modelle

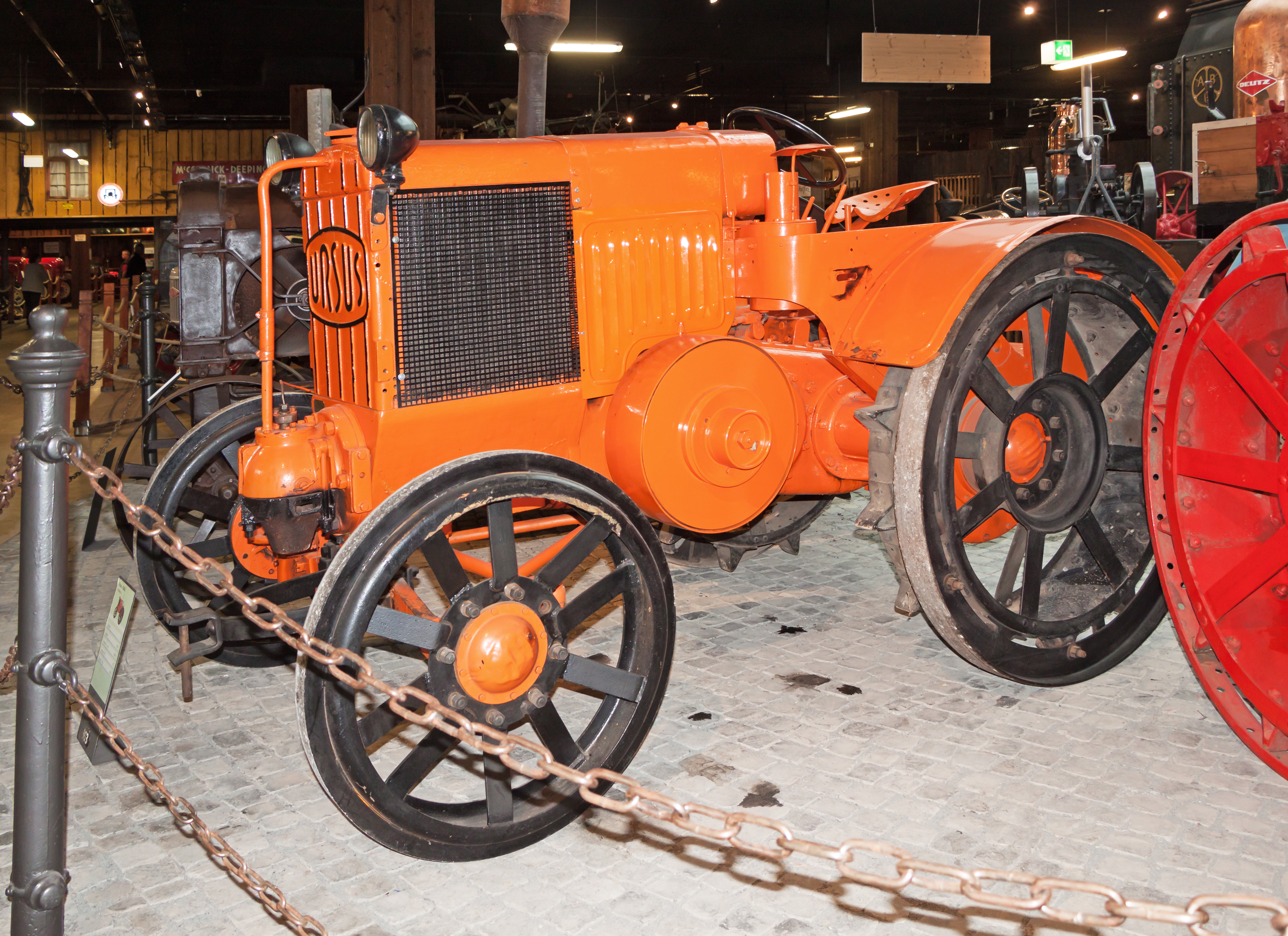
Ursus UB 45

Als Erstes entstand ein Traktor mit wassergekühltem liegendem Glühkopfmotor in zwei Ausführungen. Das Modell mit Eisenrädern hieß Ursus JUB 45, ein Raupenschlepper Ursus JUB 50. Beide gingen parallel 1939 oder 1940 in Produktion, und zumindest der Raupenschlepper wurde auch von der italienischen Armee zumindest erprobt.
Spätestens 1950 wurde die Herstellung des Radschleppers aufgegeben (zwei Stück entstanden noch 1954) und die Produktion auf den Raupenschlepper beschränkt, der einen größeren Motor und die Bezeichnung „Ursus JUB 55“ erhielt. Mitte 1952 erwarb Offizine Meccaniche Ferroviarie Pistoiesi, kurz OMP, die Fertigungsrechte und produzierte den Raupenschlepper bis 1960. Die bei OMP gebauten Schlepper waren daran zu erkennen, dass der Schriftzug „Ursus“ nicht mehr auf einer gusseisernen Frontplatte stand, sondern in eine Blechverkleidung geprägt war, mit dem Zusatz „OMP 55“ darunter.
Eine Zählung ergab zum 31. Dezember 1951 einen Bestand von 124 URSUS JUB.45 und 127 URSUS JUB. 50. Unterstellt man einen gewissen Verschleiß und Schwund zumindest bei den bis 1945 gebauten Traktoren, so sind von beiden Modellen jeweils um die 150 Stück gebaut worden. Vom URSUS JUB.55 entstanden von 1950 bis 1960 insgesamt 155 Stück und ein letzter 1962.

## Technische Daten
Die oben genannten Fahrzeugtypen hatten folgende technischen Daten:
| Typ          | Fahrgest. | Bauj.   | Gew.(kg) | Motor    | Zylinder | Bo/Hub  | cm³    | PS/min |
| ------------ | --------- | ------- | -------- | -------- | -------- | ------- | ------ | ------ |
| URSUS JUB 45 | Rad       | 1939–51 | 3100     | Glühkopf | 1        | 230/250 | 10.382 | 45/660 |
| URSUS JUB 50 | Raupe     | 1939–52 | 5200     | Glühkopf | 1        | 230/250 | 10.382 | 50/720 |
| URSUS JUB 55 | Raupe     | 1952–60 | 5200     | Glühkopf | 1        | 230/270 | 11.212 | 55/720 |